# Northwest Africa 7325
NWA 7325
Northwest Africa 7325 (abrégé en NWA 7325) est une météorite connue pour sa croûte de fusion verte ainsi que pour son haut taux de magnésium et son bas taux de fer. On estime son âge à environ 4,56 milliards d'années.
Elle est peut-être la première météorite provenant de Mercure, éjectée par un impact et retombée par la suite sur Terre.

## Histoire
NWA 7325 (NWA pour Northwest Africa, « Afrique du Nord-Ouest ») a été acquise en avril 2012 dans un marché d'Erfoud, au Maroc. Elle est constituée de 35 fragments d'une masse totale d'environ 345 g.

## Origine
Une analyse effectuée par Anthony Irving de l'université de Washington montre que la composition de la météorite est cohérente avec celle de Mercure, telle que déterminée par la sonde MESSENGER,. Cependant, Irving affirme également qu'il est possible que les fragments proviennent d'un corps plus petit d'une composition semblable à celle de Mercure. D'autres recherches affirment que NWA 7325 pourrait être une achondrite primitive. 